# 뜨응이어현
뜨응이어현(베트남어: Huyện Tư Nghĩa / 縣思義)은 베트남 남중부 지방 꽝응아이성의 현이다.

## 행정 구역
뜨응이어현은 2시진, 15사를 관할하고 있다.

### 시진
- 라하 시진 (Thị trấn La Hà, 羅河市鎭)
- 송베 시진 (Thị trấn Sông Vệ, 瀧衛市鎭)

### 사
- 응이어디엔 사 (Xã Nghĩa Điền, 義田社)
- 응이어히엡 사 (Xã Nghĩa Hiệp, 義協社)
- 응이어화 사 (Xã Nghĩa Hòa, 義和社)
- 응이어끼 사 (Xã Nghĩa Kỳ, 義岐社)
- 응이어럼 사 (Xã Nghĩa Lâm, 義林社)
- 응이어미 사 (Xã Nghĩa Mỹ, 義美社)
- 응이어프엉 사 (Xã Nghĩa Phương, 義芳社)
- 응이어선 사 (Xã Nghĩa Sơn, 義山社)
- 응이어탕 사 (Xã Nghĩa Thắng, 義勝社)
- 응이어투언 사 (Xã Nghĩa Thuận, 義順社)
- 응이어트엉 사 (Xã Nghĩa Thương, 義商社)
- 응이어쭝 사 (Xã Nghĩa Trung, 義中社)